# Nishiyama Hideo
Nishiyama Hideo (japanisch 西山 英雄; geb. 7. Mai 1911 in der Kyōto; gest. 21. Januar 1989) war ein japanischer Maler im Nihonga-Stil der Shōwa-Zeit.

## Leben und Werk
Nishiyama Hideo besuchte zunächst die Malschule Seikō-sha (青甲社) von Nishiyama Suishō. Er gewann seine erste Auszeichnung in Form eines Preises auf der 12. Teiten-Ausstellung im Jahr 1931. Eine noch höheren Preis gewann er auf der 15. Ausstellung 1934. Zwei Jahre später machte er seinen Abschluss einer Weiterbildung auf der „Städtischen Kunstschule Kyōto“ (京都市立絵画専門学校, Kyōto shiritsu semmon gakkō) und stellte später auf der Nitten (日展) aus, der Nachfolgerin der Teiten, aus.
Mit Bildern wie „Verschneiter Gipfel“ (雪嶺, Setsurei; 1939), „Abendlicher Vulkan“ (火山の夕べ, Kazan no yūbe; 1941) und „Zwielicht“ (薄暮, Hakubo; 1943) fand Nishiyama Anerkennung als Maler der Bergwelt. Nach dem Pazifik-Krieg wurden seine Bilder noch dynamischer, wie sein „Berg Hira in der Abenddämmerung“ (比良薄暮, Hira hakubo) zeigt, ein Bild, das einen Preis auf der 3. Nitten-Ausstellung gewann.
Nishiyama hatte in den Jahren 1949 und 1952 auch Einzelausstellungen in Tōkyō, Ōsaka und Kyōto. Er erhielt den Großen Preis des Kultusministers (文部大臣賞, Mombu-daijin-shō) im Jahr 1958 und den der Akademie der Künste 1961. 1980 wurde er Mitglied der Akademie der Künste.
Nishiyamas Stil ist charakterisiert durch starke Farbgebung und sorgfältiger Dickauftragung der Farben und zeigt sich auf diese Weise weit verschieden von der üblichen Nihonga-Malweise in Kyōto. Weitere repräsentative Werke sind „Hira unter weißem  Schnee“ (比良白雪; 1947) im Nationalmuseum für moderne Kunst Tokio und „Sakurajima“ (桜島; 1955) im Nationalmuseum für moderne Kunst Kyōto.